# Моа (Куба)
Моа — город на востоке Кубы, в провинции Ольгин.
Название города — аравакское, означает «место вод».

## Население
По состоянию на 2022 год население города составляет 71000 человек.
Религия — Католики 75 %, Евангельские христиане — 10 %.

## История
В 1492 мимо города проплывал Христофор Колумб.
В 1939 году был основан город Моа.
В 1989 году в городе Моа было советское консульство в котором на учёте стояло 1300 человек.

## Экономика
Предприятия по добыче никеля, ГЭС.